# 1138
| Calendário gregoriano                                                        | 1138 MCXXXVIII                                         |
| Ab urbe condita                                                              | 1891                                                   |
| Calendário arménio                                                           | 587 – 588                                              |
| Calendário bahá'í                                                            | -706 – -705                                            |
| Calendário budista                                                           | 1682                                                   |
| Calendário chinês                                                            | 3834 – 3835 Início a 13 de fevereiro (aproximadamente) |
| Calendário copta                                                             | 854 – 855                                              |
| Calendário etíope                                                            | 1130 – 1131                                            |
| Calendários hindus - Vikram Samvat - Calendário nacional indiano - Cáli Iuga | 1193 – 1194 1059 – 1060 4238 – 4239                    |
| Calendário Holoceno                                                          | 11138                                                  |
| Calendário islâmico                                                          | 532 – 533                                              |
| Calendário judaico                                                           | 4898 – 4899                                            |
| Calendário persa                                                             | 516 – 517                                              |
| Calendário rúnico                                                            | 1388                                                   |
| Calendário solar tailandês                                                   | 1681                                                   |

1138 (MCXXXVIII, na numeração romana) foi um ano comum do século XII do Calendário Juliano, da Era de Cristo, a sua letra dominical foi B (52 semanas), teve início a um sábado e terminou também a um sábado.
No território que viria a ser o reino de Portugal estava em vigor a Era de César que já contava 1176 anos.
| Ano completo                   |
| ------------------------------ |
| Ano comum com início ao sábado |

## Eventos
- 11 de outubro - O terremoto de Alepo (cidade da Síria), com 230 000 mortos estimados, é considerados um dos terremotos mais mortais no mundo[1][2].

## Nascimentos
- Saladino, em Ticrite (actual Iraque) (m. 1193).

## Mortes
- Simão I da Lorena, duque da Lorena.
- 28 de Outubro - Boleslau III da Polónia, Grão-Duque da Polónia n. 1086.
- Frederico de Donjon, Senhor de Donjon.